# Koufu
Koufu (口父, Kǒufù) (m.1126 a. C.) era el soberano de Zhou. Él vivió en la antigua China. Su nombre significa “el padre de la boca”.
Fue honrado por el Rey Wu Yi de China. Wu Yi dio a lo Koufu el ciudad llamado Qiyi.
Los padres de Koufu son desconocidos.
Koufu murió en el año 21 del reinado de Wu Yi.